# Teodor Romža
Blahoslavený Teodor Romža (14. dubna 1911 Velký Bočkov, Podkarpatská Rus – 1. listopadu 1947, Mukačevo) byl rusínský řeckokatolický biskup mukačevské eparchie a mučedník zavražděný NKVD.

## Život
V roce 1930 skončil gymnázium v Chustu a téhož roku jej vladyka Peter Gebej poslal studovat do Říma na Papežskou gregoriánskou univerzitu. Během svého pobytu v Římě bydlel v Papežském ruském kolegiu (Russicum). Za kněze byl vysvěcen 25. prosince 1936. Vysvětil ho Alexander Evreinov (ruský biskup) v chrámu sv. Antonína Velikého. Po návratu do vlasti a absolvování povinné vojenské služby působil jako kněz. V roce 1938 byl jmenován spirituálem a profesorem filozofie v semináři v Užhorodě.
Dne 24. září 1944 se v užhorodské katedrále konala jeho biskupské svěcení. Brzy poté, 29. června 1945 Podkarpatská Rus připadla Sovětskému svazu. Po obsazení Podkarpatské Rusi sovětským vojskem (na konci roku 1944) začal stalinistický režim utlačovat věřící v této oblasti. Romža aktivně podporoval věřící a pro režim se stal nežádoucím. Dne 27. října 1947 byl na něj spáchán atentát, který vypadal jako dopravní nehoda. Teodor Romža sice tento útok přežil, ale v nemocnici byl zavražděn agentkou sovětské tajné služby podáním smrtící injekce. Zemřel v noci z 31. října na 1. listopadu 1947.

## Beatifikace
Blahořečen byl 27. června 2001 sv. Janem Pavlem II. ve Lvově.
Po rozházení a zneuctění pozůstatků za vlády komunistů byly jeho ostatky poslány na expertízu do Budapešti. V roce 2003 (28. června) byly slavnostně přes Máriapócs a Sobrance přeneseny do Užhorodu, kde jsou uloženy v katedrálním chrámu Povýšení svatého Kříže.

## Svátek
Svátek blahoslaveného Teodora, biskupa mukačevského je 31. října. (Svátek v roce 2008 přesunut z pastoračních důvodů z původního 1. listopadu s dovolením Svatého stolce, na žádost mukačevského biskupa Mons. Milana Šášika CM). Přenesení ostatků bl. Teodora se slaví 28. června.